# Chamaedorea schiedeana
Chamaedorea schiedeana là loài thực vật có hoa thuộc họ Arecaceae. Loài này được Mart. mô tả khoa học đầu tiên năm 1830.

## Hình ảnh

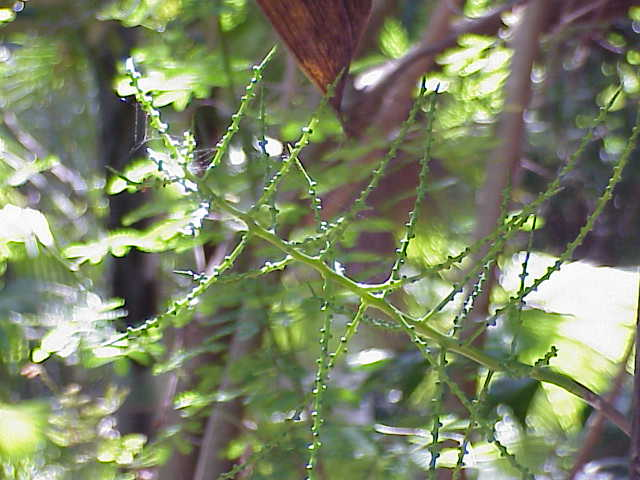
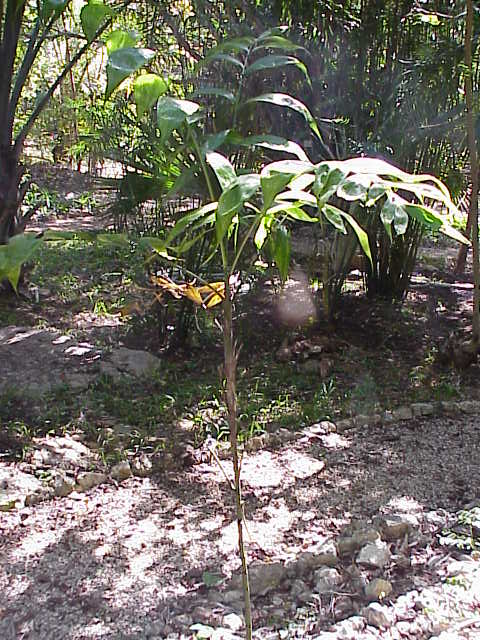